# Pterocerota virginea
Pterocerota virginea är en fjärilsart som beskrevs av George Francis Hampson 1905. Pterocerota virginea ingår i släktet Pterocerota och familjen Eupterotidae. Inga underarter finns listade.